# Zachránci
Zachránci, uváděno i pod alternativním českým názvem Záchranáři (v anglickém originále The Rescuers) je americký animovaný film z roku 1977 z dílny Walta Disneye. Filmu se režisérsky ujal Wolfganga Reithermana, Johna Lounsberyho, a Arta Stevense. Námět pochází ze stejnojmenné dětské knihy, kterou napsala Margery Sharpové. V celkovém pořadí jde o 23. snímek z tzv. animované klasiky Walta Disneye.
Hlasy postaviček v originále namluvili herci jako Eva Gabor, Bob Newhart, Geraldine Page, Jim Jordan a Joe Flynn.
Na film pak navazuje film Zachránci u protinožců.